# Теофилакис, Иоаннис
Иоаннис Теофилакис (греч. Ιωάννης Θεοφιλάκης; 1876 — 1968)  — греческий стрелок из пистолета и винтовки, участник 5 летних Олимпийских игр (1896, 1908, 1912, 1920 и 1924), а также внеочередных Игр 1906 года в Афинах. В 1920 году в Антверпене выиграл серебро в командном первенстве по стрельбе из скорострельного пистолета. 
Старший брат Иоанниса Александрос Теофилакис также представлял Грецию на Олимпийских играх в стрелковом спорте и выиграл 2 серебра (одно вместе с братом в 1920 году, а второе — на внеочередных Играх 1906 года).